# Diocesi di Moray, Ross e Caithness
La diocesi di Moray, Ross e Caithness (in latino Dioecesis Moraviensis, Rossensis et Cathanensis, in inglese Diocese of Moray, Ross and Caithness) è una sede della Chiesa episcopale scozzese. Nel 2020 contava 3.000 battezzati su 290.000 abitanti. È retta dal vescovo Mark Strange.

## Territorio
La diocesi comprende tutte le Highlands.
Sede vescovile è Inverness, dove si trova la Cattedrale di Sant’Andrea.
Il territorio si estende su circa 20.000 km² ed è suddiviso in 39 parrocchie.

## Storia
Le tre antiche diocesi riunite nella moderna diocesi furono tutte fondate nel XII secolo. Moray fu fondata da Gregory nel 1114, Ross da Macbeth nel 1131 e Caithness da Aindréas di Caithness nel 1146. Essendo più lontana dal centro di potere politico durante la Riforma scozzese, ciascuna delle diocesi riuscì a continuare una linea ininterrotta di un vescovo. Tuttavia, la sua lontananza causò anche problemi per la nomina di nuovi vescovi durante il periodo delle leggi penali. Per parte del XVII secolo, sia Ross che Caithness rimasero senza vescovo e, all'inizio del XVIII secolo, la Diocesi delle Orcadi fu unita a Caithness. Nel 1707, Alexander Rose, Vescovo di Edimburgo e il primo Primus, unì Moray alla sua diocesi per motivi di supervisione pratica. John Fullarton, successore di Rose in entrambi i ruoli, continuò a supervisionare Moray fino al 1725, quando fu ritenuto più pratico combinarlo con la Diocesi di Aberdeen, guidata da James Gadderar. Tuttavia, nel 1727, il nuovo Primus, Andrew Lumsden, nominò William Dunbar come unico Vescovo di Moray e Ross, unendo la vacante sede settentrionale con Moray. Nel 1777, William Falconar, anche lui Primus, unì le Orcadi, Moray, Ross e Caithness sotto il suo governo. Nel 1819, David Low fu nominato vescovo di Ross da solo, ma dal 1838 amministrò l'intera precedente unione e la sede ritornò ufficialmente all'unione nel 1851. Nel 1857, le Orcadi furono separate per unirsi alla Diocesi di Aberdeen. Mark Strange è stato eletto nuovo vescovo il 2 giugno 2007 ed è stato consacrato e insediato il 13 ottobre 2007.

## Cronotassi
- 1864-1886 Robert Eden
- 1886-1906 James Kelly
- 1906-1943 Arthur McLean
- 1943-1952 Piers Hilton Wilson
- 1952-1970 Duncan McInnes
- 1970-1993 George Sessford
- 1994-1998 Gregor McGregor
- 1999-2007 John Crook
- 2007-     Mark Strange

## Statistiche
La diocesi nel 2020 su una popolazione di trecentomila persone contava 3.000 battezzati, corrispondenti all’1% del totale.